# Oar mortuaria
Oar mortuaria är en fjärilsart som beskrevs av Otto Staudinger 1898. Oar mortuaria ingår i släktet Oar och familjen mätare. Inga underarter finns listade i Catalogue of Life.